# سید مصطفی مصطفوی کاشانی
سید مصطفی کاشانی (درگذشتهٔ ۲۳ آبان ۱۳۳۴) فرزند سید ابوالقاسم کاشانی بود که در کودتای ۲۸ مرداد ۱۳۳۲ همکاری کرد و پس از کودتا به نمایندگی مجلس رسید.
سید مصطفی کاشانی فرزند «نورچشمی» پدرش بود و قبل از قضیهٔ نهضت ملی نفت، روابط نزدیکی با شاه داشت. در نهم اسفند ۱۳۳۱ که محمدرضا شاه در پی اختلاف با مصدق قصد خروج از ایران داشت، او بود که نامهٔ سید ابوالقاسم کاشانی را نزد شاه برد که در آن خواستار ماندن وی در ایران و انصراف از سفر شده بود.
مصطفی در کودتای ۲۸ مرداد ۱۳۳۲ همکاری داشت. پیش از کودتا دکتر مصدق تصمیم گرفت بازداشتش کند اما او پنهان شد.
در روز ۲۸ مرداد به رادیو رفت و خطاب به شنوندگان اعلام کرد: من از طرف آیت‌الله کاشانی به ملت ایران تبریک می‌گویم.
کاشانی سپس معاون بانک ملی شد. در نخستین انتخابات پس از کودتا، هلاکو رامبد از خان‌های طالش نزد سید ابوالقاسم کاشانی رفت و از علاقهٔ شاه به نامزدی مصطفی از طوالش خبر داد. مصطفی انتخاب شد و به مجلس رفت (دورهٔ هجدهم) اما در مجلس به خواست پدرش همراه با امیرتیمور کلالی، شمس قنات‌آبادی، محمد درخشش و سید ابوالحسن حائری‌زاده به مخالفت با قرارداد کنسرسیوم برخاست و رابطه‌اش با شاه تیره شد.

## مرگ ناگهانی
مصطفی سر انجام بر اثر افراط در خوردن مشروب دچار مسمومیت شده و پزشکی قانونی در گزارش علت مرگ را بر اثر الکل اعلام کرد. حسن سالمی برادرزاده او بر این عقیده است که وی به دستور تیمور بختیار فرماندار نظامی تهران، مسموم شده و به قتل رسیده است.